# Upplands runinskrifter 875
Upplands runinskrifter 875 står på östra sidan vägen mellan Hagby kyrka och Säva, cirka 200 m söder om Focksta kvarn.

## Inskriften

### Inskriften i translitterering
Translitterering av runraden:
' þurui ' auk ' inkikirþ ' auk ' þialfi ' þaun litu rita stin þino ' aftiʀ kalf ' buanta þuruiaʀ ' kuþ hialbi hons at uk| |kuþs muþiʀ
Normalisering till runsvenska:
Þyrvi ok Ingigærð ok Þialfi þaun letu retta stæin þenna æftiʀ Kalf, boanda Þyrviaʀ. Guð hialpi hans and ok Guðs moðiʀ.
Översättning till nusvenska:
Tyrvi och Ingegärd och Tjälve de lät uppresa denna sten efter Kalv, Tyrvis man. Gud och Guds moder hjälpe hans ande.

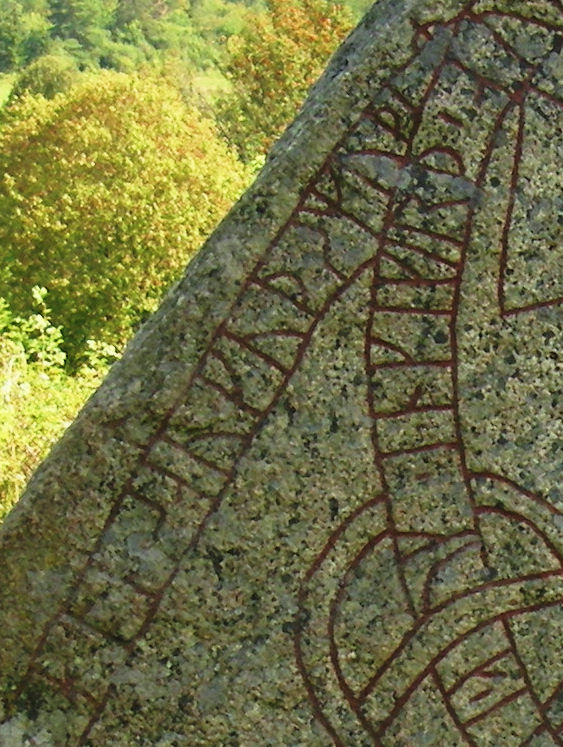
Detaljbild av bönesformeln på U 875. Runan l (ᛚ) står mellan sa (ᛋᛆ) och u (ᚢ) ovanför runraden och runan R (ᛦ) står efter muþi (ᛘᚢᚦᛁ) även den ovanför runraden.

Wessen anger text som hons atukuþs och kommenterar, att det går ej att bestämma, om det är hons atukuþs (hans and(n) 'hans ande') eller hons alukuþs (hans sal(u) 'hans själ').
Runtexten på stenen avviker i bönesformeln från det som står i den Samnordiska runtextdatabasen (2009):
kuþ hialbi hons| |salu| |uk| |kuþs muþiʀ
och överensstämmer därmed med bönesformeln som Åsmund Kåresson har använt på ett flertal runstenar.
Två av runorna, l i salu och ʀ i muþiʀ står ovanför den egentliga runslingan: Runan l (ᛚ) står mellan sa (ᛋᛆ) och u (ᚢ) och runan R (ᛦ) står efter muþi (ᛘᚢᚦᛁ).

## Historia

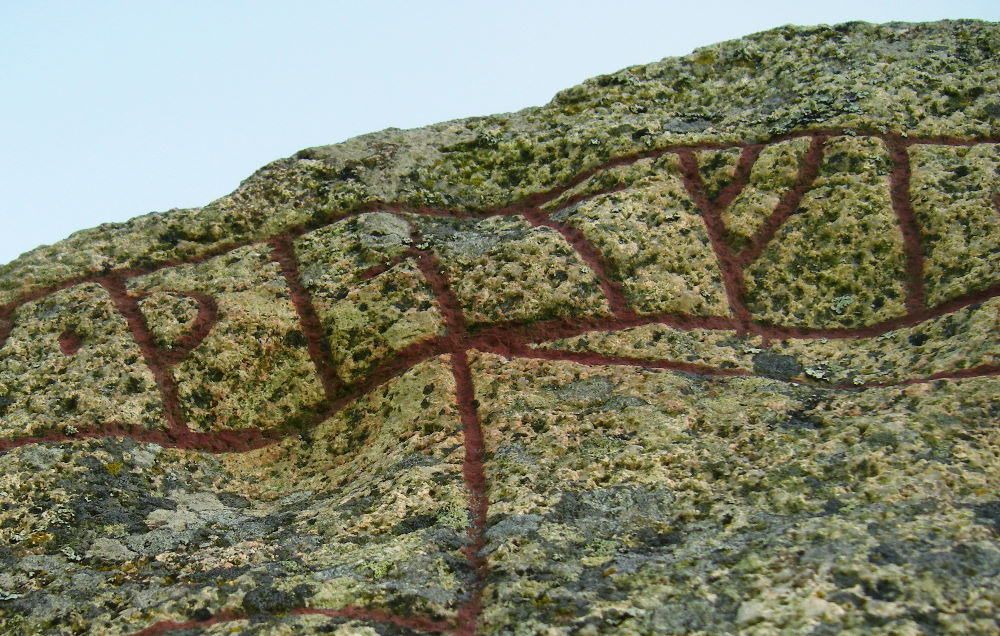
Detaljbild av skålgropar på U 875.

En del av runslingan längs den vänstra och övre kanten av runstenen är ristade över äldre skålgropar i den för övrigt plana ytan av stenen. Stenen har alltså tidigare används som offersten innan runmästaren Åsmund Kåresson valde ut stenen för sina ristningar. Under sin undersökning av runstenen år 1727 beskrev Olof Celsius d.ä. att skålgroparna fortfarande var smorda med fett som alltså har använts fortfarande i offerceremonier.
Runristaren Åsmund Kåresson som var mycket produktiv i Uppland under första halvan av 1000-talet, har inte signerat U 875. Korsets och runornas form, bruket av skiljetecken, vissa delar av ornamentiken och den avslutande bönen till Gud och Guds moder är typiska för hans verk och allt tyder därmed på att Åsmund har ristat stenen.
Stenen står på sin ursprungliga plats på sidan av en gammal landsväg. I närheten, cirka 50 meter längre söderut längs samma väg finns U 876.